# Bánh quế hoa

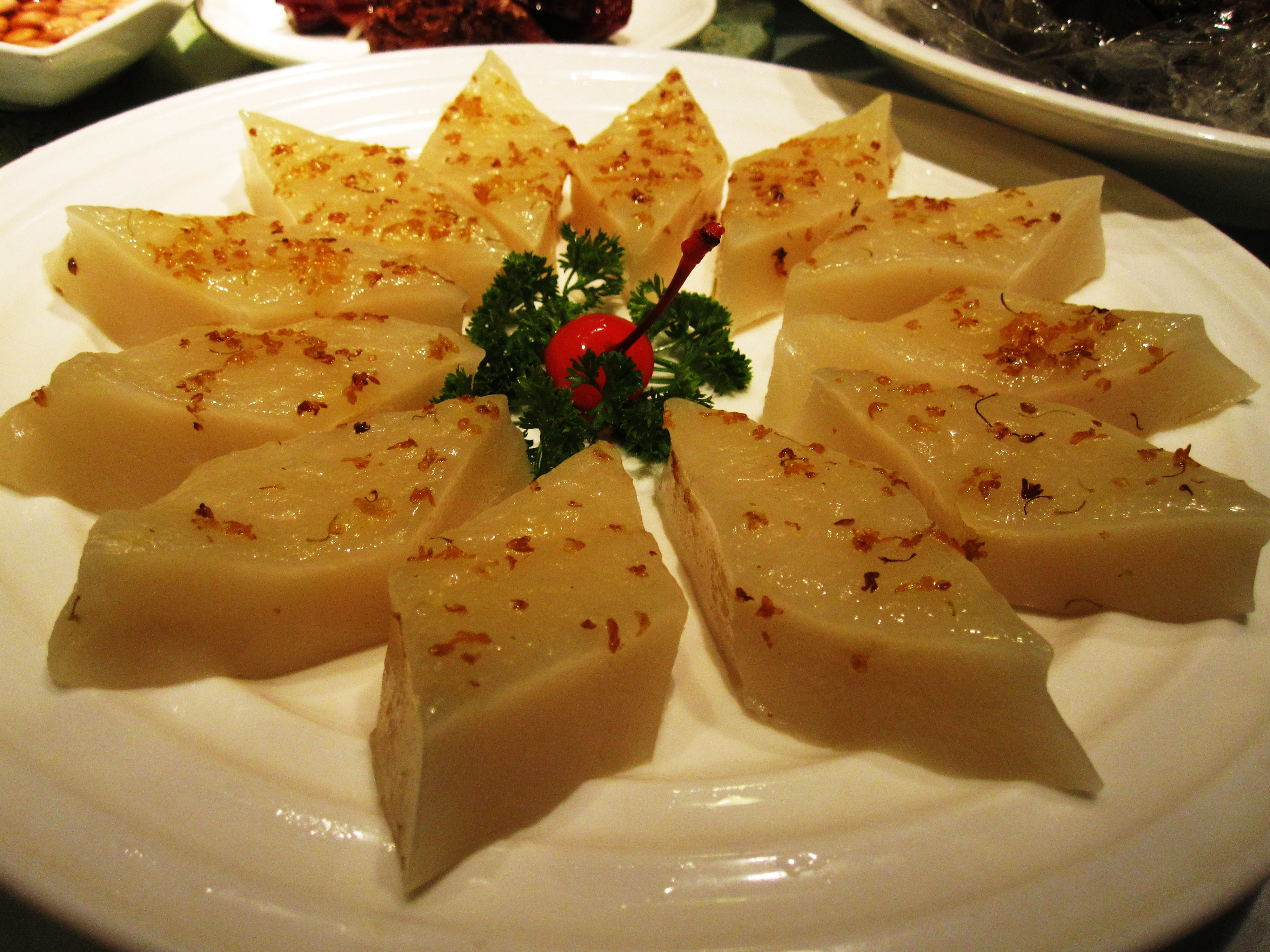
Bánh quế hoa, bóng mịn do dùng bột nếp làm bánh.

Bánh quế hoa (tiếng Trung: 桂花糕; bính âm: gwai fā gōu, phiên âm: quế hoa cao) là một loại bánh ngọt truyền thống của Trung Quốc, được làm từ bột nếp, mật quế hoa, kỷ tử và đường phèn, có đặc điểm là trong suốt như pha lê, vị thanh mát, hương thơm ngọt và mềm mại. Nguyên liệu làm món có chức năng thúc đẩy tuần hoàn máu và dưỡng khí, điều tiết dịch cơ thể và dạ dày, cải thiện tiêu hóa, giảm đờm và giảm ho.

## Đặc tính
Bánh quế hoa có dạng thạch. Dựa theo màu sắc của hoa quế theo từng thời gian nở, bánh quế hoa được chia thành bốn loại: quế tứ quý (vàng nhạt), đan quế (đỏ cam), kim quế (vàng tươi) và ngân quế (vàng nhạt). Hương vị thường được miêu tả là ngọt nhẹ. Tương truyền rằng nếu ăn món bánh thường xuyên sẽ giúp cơ thể tỏa hương thơm quyến rũ. Tại Đài Loan, đây là một món ăn vặt phổ biến được bán tại các gánh hàng rong.

## Văn hóa ẩm thực
Bánh quế hoa có nguồn gốc từ thời nhà Minh. Mặc dù không rõ nguồn gốc chính xác của món ăn, nhưng theo dân gian lưu truyền rằng nhà thơ Dương Thận khi lên kinh ứng thí, ông nằm mộng thấy mình được lên cung trăng. Trong giấc mơ, ông thấy một cung điện nguy nga và một cây quế hoa khổng lồ, tỏa hương ngào ngạt. Ông đào cây hoa lên rồi đem trở về mặt đất. Vào cuối thời Minh, một người bán hàng rong tên là Lưu Cát Tường ở Tân Đô đã dựa theo cảm hứng từ câu chuyện này để thu thập bông quế hoa tươi. Ông ta lọc khử nước đắng, rồi ướp hoa với đường hoặc mật ong. Sau đó, hấp mật hoa cùng với bột gạo, bột nếp, dầu cải trộn đường, đổ khuôn rồi đem bán, gọi là "quế hoa cao", tạo nên loại bánh ngọt quen thuộc được biết đến ngày nay. Hiện tại, bánh quế hoa đã trở thành đặc sản của Tân Đô. Món bánh này thường xuất hiện trên phim cổ trang Trung Quốc; mặc dù người Việt quen gọi là bánh, nhưng đây là món thạch rau câu.

## Nguyên liệu chính và công dụng
Quế hoa, danh pháp khoa học: Osmanthus fragrans, còn có tên gọi khác là hoa mộc chi hay hoa mộc. Quế hoa có vị cay ấm, hương thơm thanh nhẹ. Theo đông y, quế hoa có tính ấm giúp làm giảm đau bụng do kinh nguyệt, làm đẹp da, trị mụn.
Kỷ tử là loại thảo dược thường xuất hiện trong các bài thuốc đông y. Công dụng sáng mắt, đẹp da, chống lão hóa và tăng cường sinh lý. Sử dụng kỷ tử làm bánh quế hoa giúp đem đến nhiều công dụng cho sức khỏe lại còn trang trí cho món bánh thêm phần đẹp mắt nhờ sắc đỏ của hạt kỷ tử.